# Osteomyelitida
Osteomyelitida (osteomyelitis), česky zánět kostní dřeně, je infekční hnisavé onemocnění kostí a kostní dřeně vyvolané bakteriemi či mykobakteriemi. Při tomto onemocnění dochází k ucpávání cév v kosti krevními sraženinami a následnému odumírání kostní tkáně. Může docházet k obrůstání postižených částí okosticí.

## Osteomyelitida z vnitřních příčin
Tento typ onemocnění se nazývá též endogenní, primární či hematogenní. Vzniká šířením z primárního infekčního ložiska krevní cestou např. při hnisavých zánětech kůže a podkoží a obvykle se rozvíjí v kostech s dobrým krevním zásobením a bohatou dření.
U dětí zánět vzniká nejčastěji na dlouhých kostech, zejména v blízkosti kloubu. U dospělých jsou napadány nejčastěji obratle, protože v průběhu dospívání je dřeň v místech kloubů nahrazována tukovou tkání.

## Osteomyelitida ze zevních příčin
Při exogenním zánětu se infekce do kosti může šířit z okolní hnisající měkké tkáně nebo přímo při otevřených zlomeninách (posttraumatický zánět) či po operacích zavřených zlomenin nebo neúrazových chorob kostí a kloubů (pooperační zánět).

## Léčba
V současné době je v Evropě u téměř 30 tisíc pacientů různého věku a pohlaví osteomyelitida bezúspěšně léčena. Osteomyelitida není vyléčitelná pomocí běžně dostupných prostředků.

## Zajímavosti
Touto chorobou trpěl již od dětství i ministr propagandy za doby třetí říše Dr. Joseph Goebbels. Následky si nesl po celý zbytek svého života.
Osteomyelitida byla diagnostikována také u některých pravěkých obratlovců, například u několika druhů druhohorních dinosaurů nebo u ještě staršího (permského) anapsidního plaza rodu Labidosaurus. Prokázána byla také u populárního teropodního dinosaura druhu Tyrannosaurus rex, a to ve fosiliích jeho lýtkové kosti a ocasních obratlů (exemplář "Sue"). U druhohorních dinosaurů bylo toto onemocnění patrně značně rozšířené.